# Живко Чинго
Жи́вко Чи́нго (мак. Живко Чинго; *13 серпня 1935, с. Велгошті, Королівство сербів, хорватів і словенців — †11 серпня 1987, Охрид, СФРЮ) — македонський письменник, драматург і сценарист.

## З біографії
Живко Чинго народився 13 серпня 1935 року в селі Велгошті в околицях Охриду.
Початкову освіту отримав у рідному селі, закінчив гімназію в Охриді. 
У 1959 році Закінчив філолософський факультет Скопського університету (спеціальність: югославська література). 
Деякий час працював учителем літератури середньої школи в Охриді, також у періодичних виданнях „Студентски збор“ та „Млад борец“, на Македонському радіотелебаченні, в Інституті фольклору імені Марка Цепенкова, в Центрі політичних студій.
Тривалий час працював режисером у Національному театрі Македонії.  
До кінця життя працював радником Республіканського комітету з культури.
Перші оповідання надрукував у 1957 році.
Прозаїк був членом Спілки письменників Македонії починаючи з 1963 року, також членом Македонської академії наук і мистецтв.
Помер 11 серпня 1987 року в Охриді.

## Творчість і визнання
Живко Чинго — з тих письменників, які сформували македонську літературу повоєнного періоду. У своїх творах, найвідомішим з яких є роман «Велика вода» (Γолемата Вода, 1971) автор описує життя македонських сіл періоду Першої світової війни та повоєнного часу своєю соковитою і живою мовою. 
Для творчості Живко Чинго характерним є глибоке знання життя і побуту сучасного македонського села, усіх складних соціальних процесів, що відбуваються там у повоєнний час. Образи творів прозаїка рельєфно-окреслені, випуклі, вони добре запам'ятовуються. Письменник блискуче володіє засобами народної мови, у нього свій стиль, він уміє домогтися граничної виразності в зображенні людей і подій, що інколи набувають трагікомічного, а то й трагедійного характеру.  
Твори Живко Чинго привернули увагу громадськості, а його літературний талант був широко оцінений македонською та югославською критикою. Його твори перекладені багатьма мовами: сербсько-хорватською, словенською, албанською, польською, французькою, угорською, німецькою, російською, англійською та українською. Його роман «Велика вода» був екранізований в 2004 році в Македонії.
Бібліографія
- „Пасквелија“ (оповідання, 1963)
- „Семејството Огулиновци“ (оповідання, 1965)
- „Нова Пасквелија“ (оповідання, 1965)
- „Сребрените снегови“ (роман для дітей, 1966)
- „Пожар“ (оповідання, 1970)
- „Големата вода“ (роман, 1971)
- „Жед“ (сценарій, 1971)
- „Поле“ (сценарій, 1971)
- „Образов“ (п'єса, 1973)
- „Ѕидот, водата“ (п'єса, 1976)
- „Вљубениот дух“ (оповідання, 1976)
- „Кенгурски скок“ (п'єса, 1979)
- „Макавејските празници“ (п'єса, 1982)
- „Накусо“ (оповідання, 1984)
- „Пчеларник“ (сценарій, 1988)
- „Гроб за душата“ (оповідання, 1989)
- „Бабаџан“ (роман, 1989)
- „Бунило“ (оповідання, 1989)
- „Ал“ (проза, 1989)

За свою творчість здобув чимало національних премій і нагород: Рациново признание, „11 Октомври“, „1 Мај“, Стерино позорје.
Українською мовою 2 оповідання Живка Чинго «Хуртовина» і «Батько» переклав Андрій Лисенко (увійшли до збірки «Македонська новела», яка вийшла 1972 року в серії «Зарубіжна новела» і за яку перекладач отримав міжнародну премію «Золоте перо»).